# Boban Babunski
Boban Babunski (En macedoni: Бобан Бабунски) (Skopje, Macedònia del Nord, 5 de maig del 1968) és un entrenador i exjugador de futbol macedoni. El seu fill gran, David Babunski, juga al filial del FC Barcelona, mentre que el més petit, Dorian Babunski, juga al del Reial Madrid.

## Carrera professional

### Com a jugador
Boban Babunski va començar la seva carrera futbolística jugant a l'equip de la seva ciutat, el FK Vardar, destacant en la posició de defensa. Al cap de dues temporades, el jugador macedoni va marxar a Bulgària per jugar a les files del CSKA Sofia.
Més endavant, Babunski va jugar a Catalunya, concretament a les files de la desapareguda UE Lleida, llavors consolidat a la Segona Divisió espanyola. A Lleida hi va passar dues temporades, que seria el mateix temps que passaria, posteriorment, al Japó, jugant al Gamba Osaka.
L'any 2001, Boban Babunski es va retirar professionalment, després d'haver jugat en diversos equips sense gaire regularitat, com ara l'AEK Atenes, el CD Logroñés i el Chemnitzer FC. Va marxar d'Alemanya el desembre del 2000 per jugar al FK Rabotnički, on es va retirar.
Pel que fa a les seleccions, va arribar a jugar en dues ocasions amb la selecció de futbol de Iugoslàvia el 1991 i, posteriorment, va jugar 23 partits en set anys amb la llavors recent formada selecció de futbol de Macedònia, arribant a marcar un gol.

### Com a entrenador
Babunski ca començar la seva etapa professional com a entrenador desenvolupant tasques d'assistència al llavors seleccionador nacional de Macedònia Slobodan Santrač. Quan aquest va dimitir del càrrec, el 23 d'agost del 2005, Babunski va ser nomenat director interí, però el 17 de febrer de l'any següent, Srečko Katanec va ocupar el càrrec de manera permanent.
El 23 de juliol del 2009, Babunski es va fer càrrec del FK Rabotnički, de la Primera Divisió macedònia, proclamant-se campió de la Copa macedònia la primera temporada. Quatre anys més tard, va tornar a la selecció nacional per fer-se càrrec de la Selecció macedònia de futbol sub-21.